# Nogometni klub Radomlje
Nogometni klub Radomlje, krajše NK Radomlje, zaradi sponzorja trenutno imenovan Kalcer Radomlje je slovenski nogometni klub iz Radomelj. 

## Zgodovina
Nogometni klub Radomlje je bil ustanovljen leta 1934, vendar še ne uradno. Uradno je postal klub leta 1972, ko ga je ustanovila skupina Radomljanov. To so bili Miha Grošelj, Rudi Pirš, Viktor Osolin, Miran Jereb, Štefan Kren, Janez Pirc in še nekateri drugi. Na začetku so igrali na nogometnem igrišču, kjer je stala bivša tovarna Stol. Tam so igrali samo dve leti, nato so igrišče prepustili športnemu društvu Virtus. Preselili so se na nogometno igrišče v bližini današnjega, kjer so imeli urejeno parkirišče za kolesa in avtomobile. Seveda so igrali zastonj, saj je bil to amaterski klub. Leta 1984 so se preselili na novo lokacijo, na staro zemljišče Emone Ljubljana, kjer igrajo še danes. Največji uspeh kluba do sezone 2013/2014 je bil leta 1993, ko so se uvrstili v 2. SNL. V sezoni 2013/14 so Radomljani zasedli 2. mesto v 2. SNL in si priigrali kvalifikacije za 1. SNL. Slednje so odpadle, ker je prvouvrščena ekipa NK Roltek Dob zavrnila igranje v prvi ligi. NK Radomlje bodo tako v sezoni 2014/15 premierno zaigrale v elitni slovenski nogometni druščini. Domača srečanja bo ekipa igrala v Domžalah, na stadionu Športni park Domžale. 

## Navijači
Radomeljski navijači, imenovani Mlinarji, so bili ustanovljeni leta 2009.

## Člansko moštvo

### Ekipa za sezono 2021/22
Sledeča postava je aktualna na dan 22. marca 2022, podatki pa so iz uradne strani NK Radomlje, kjer je objavljeno člansko moštvo.
| Št. | Država    | Položaj | Igralec                                    |
| --- | --------- | ------- | ------------------------------------------ |
| 1   | Hrvaška   | GK      | David Šugić (na posoji iz NK Tabor Sežana) |
| 4   | Slovenija | DF      | Gal Primc                                  |
| 5   | Slovenija | DF      | Rok Jazbec                                 |
| 6   | Slovenija | MF      | Mark Zabukovnik (Podkapetan moštva)        |
| 7   | Slovenija | FW      | Oliver Kregar                              |
| 8   | Slovenija | MF      | Sandi Nuhanović                            |
| 10  | Slovenija | MF      | Luka Cerar (Kapetan moštva)                |
| 11  | Hrvaška   | FW      | Ivan Šarić (na posoji iz HNK Hajduk Split) |
| 18  | Hrvaška   | DF      | Dario Rugašević                            |
| 20  | Hrvaška   | DF      | Mateo Mužek                                |

| Št. |                      | Položaj | Igralec                                      |
| --- | -------------------- | ------- | -------------------------------------------- |
| 21  | Slovenija            | FW      | Andrej Pogačar                               |
| 24  | Hrvaška              | MF      | Mario Čuić (na posoji iz HNK Hajduk Split)   |
| 26  | Hrvaška              | DF      | Darko Mišić                                  |
| 27  | Hrvaška              | MF      | Ivan Ćalušić (na posoji iz HNK Hajduk Split) |
| 29  | Slovenija            | DF      | Luka Guček                                   |
| 30  | Bosna in Hercegovina | FW      | Gedeon Guzina                                |
| 70  | Hrvaška              | FW      | Tomislav Mrkonjić                            |
| 78  | Francija             | MF      | Jonathan Bumbu                               |
| 95  | Slovenija            | GK      | Emil Velić                                   |
| 97  | Francija             | FW      | Axel Prohouly                                |

## Dosežki
- Druga slovenska nogometna liga: 2 (2015/16, 2020/21)

- Tretja slovenska nogometna liga: 2 (1991/92, 2010/11)

- Četrta slovenska nogometna liga (ali regionalna liga): 1 (2002/03)

## Rivalstvo
Največja rivala sta Roltek Dob in Domžale, ki prihajata iz iste občine. Največji derbi je tekma proti Roltek Dobu, imenovana tudi "el clasico" oz. "el vasico". Največji derbi naslednje sezone bo obračun z Domžalami, saj bo Roltek Dob še naprej nastopal v drugoligaški konkurenci.